# Valhalla (musikgrupp)
Valhalla var ett spanskt power metal/heavy metal-band från Bilbao (Baskien) som grundades 1997 av Ignacio "Jevo" Garamendi (sång, gitarr), Xabier Coto (gitarr), Iván Valdemoros (basgitarr) och Iván Corcuera (trummor) och var aktivt fram till 2010.

## Medlemmar
Senaste medlemmar
- Iván Corcuera – trummor (1997–2010)
- Jevo (Ignacio Garamendi) – gitarr (1997–2010), sång (1997–1999)
- Mikel Martínez – gitarr (1997–2010)
- Paxta (Javier Navarro) – sång (1999–2010)
- Chefy (José Félix Melsió Martínez) – basgitarr (2001–2005, 2005–2010)

Tidigare medlemmar
- Iván Valdemoros – basgitarr (1997–2001)
- Xabier Coto – gitarr (1997; död 2005)
- Kepa Jordan – basgitarr (2005)

## Diskografi
Demo
- Guardians of Metal (1998)

Studioalbum
- Beyond the Underworld (Agnat) (2000)
- Once upon a Time (Zero Records) (2001)
- Nightbreed (Goimusic) (2003)
- The Aftermath (Agnat) (2005)